# Thank You For The Demon
Thank You For The Demon är ett album av hårdrocksbandet Mustasch, utgivet 15 januari 2014. Albumet är bandets nionde i ordningen. Albumet är producerat av Mustasch, Rikard Löfgren och Gustav Ydenius. Exekutiv producent är Ralf Gyllenhammar. Musik och text till alla låtar av Ralf Gyllenhammar utom låt nr 7, av David Johannesson. Låt nr 6 och 9 av Gyllenhammar och Johannesson. Albumet är utgivet på Gain Sony Music.

## Låtlista
1. Feared and Hated - 3:47
2. Thank You For The Demon - 3:41
3. From Euphoria to Dystopia - 3:35
4. The Mauler - 5:02
5. Borderline - 3:37
6. All My Life - 6:58
7. Lowlife Highlights (vocals David Johannesson) - 2:56
8. I Hate to Dance - 3:35
9. Don’t Want to Be Who I Am - 3:31

## Banduppsättning
- Ralf Gyllenhammar, lead vocals & guitar
- Stam Johansson, elbas
- David Johannesson, guitar
- Jejo Perković, drums

## Övriga
- Rikard Löfgren, choir arrangements & backing vocal
- Gustav Ydenius, string arrangements